# Sapid
SAPID (от XML Sapiens Demonstrator) — система управления контентом немодульного типа, написанная на языке PHP и не требующая в качестве хранилища содержания СУБД (file-flat). SAPID является свободным программным обеспечением, защищённым лицензией GNU GPL. Система разработана Максимом Барышниковым и Дмитрием Шейко в 2004 году.
SAPID может быть использован для построения различных типов сайтов — персональных и представительских сайтов, промосайтов и B2B проектов, электронных магазинов, галерей, блогов. Функциональность обеспечивается алгоритмами на декларативном языке XML Sapiens. Это универсальная форма разметки для функциональных элементов сайта, что позволяет разработчикам сайтов обмениваться функциональными решениями между собой.

## Управление контентом
SAPID – inline CMS, а это значит, что документы сайта выглядят одинаково как при просмотре сайта, так и во время его администрирования. Для управления структурой документов в SAPID используется AJAX-базированный интерфейс, аналогичный MS Explorer, поддерживающий Drag&Drop операции над документами.  

Архитектура SAPID

## Шаблоны
SAPID построен на базе декларативного языка XML Sapiens, что обуславливает шаблонирование в системе. Site Sapiens обслуживает шаблоны оформления документов, шаблоны структур данных, шаблоны функциональности.

## Поддерживаемые стандарты
SAPID 1.2.3 использует стандарт XML для хранения данных структуры и содержания. Для разметки интерфейсов и функциональности используется XML Sapiens (www.xmlsapiens.org). Для оформления данных могут быть применены технологии HTML/XHTML, CSS, XSL и прочие. Для адресации документов в системе используются человеко-понятные URL (Friendly URLs)

## Локализация
SAPID позволяет создавать многоязычные сайты. Для создания новой языковой версии сайта достаточно скопировать ветвь структурного дерева с исходным языком и заменить в нём содержание в целевом языке.

## Поддержка
Поддержка проекта SAPID осуществляется в рамках сети сервисов сообщества SAPID: 
- SAPID Club (https://web.archive.org/web/20080705091755/http://www.sapid-club.com/) — англо-, русско, португальскоязычные форумы
- SAPID Wiki (https://web.archive.org/web/20080705091747/http://www.sapid-club.com/wiki/) — «живая» энциклопедия SAPID
- SAPID Workshop (https://web.archive.org/web/20180226081624/http://elance.sapid-club.com/) — реестр экспертов SAPID

Поддержка также осуществляется на основном сайте проекта http://sapid.sf.net, во встроенном в систему пейджере и через листы рассылки проекта.

## Сателлитные проекты на базе SAPID
- SAPID SHOP
- SAPID BLOG
- SAPID Gallery
- SAPID Personal Site